# Galih Sudaryono
Galih Sudaryono (sinh ngày 4 tháng 1 năm 1987) là một cầu thủ bóng đá người Indonesia hiện tại thi đấu cho Pusamania Borneo.

## Sự nghiệp câu lạc bộ
Ngày 23 tháng 12 năm 2014, anh ký hợp đồng với Pusamania Borneo.